# Graea horrida
Genre
Espèce
Synonymes
- Graea monstrosa Bruner, 1900

Graea horrida, unique représentant du genre Graea,  est une espèce d'insectes orthoptères de la famille des Ommexechidae.

## Distribution
Cette espèce est endémique d'Argentine.

## Publication originale
- Philippi, 1863 : Beschreibung einer neuen Acridioide aus der Argentinischen Republik. Zeitschrift für die gesammten Naturwissenschaften. vol. 21, no 34, p. 444-447 (texte intégral).